# Martin Lapointe (coiffeur)
Pour les articles homonymes, voir Martin Lapointe.
Martin Lapointe est un coiffeur québécois spécialisé dans la coiffure au cinéma et en télévision.

## Biographie
Au fil de sa carrière, il travaille sur de nombreux projets, dont quelques films américains et plusieurs productions québécoises. Lors du 18e gala du cinéma québécois, il obtient quatre nominations sur cinq dans la catégorie de la meilleure coiffure.

## Filmographie

### Comme coiffeur
- 2001 : La Vie, la vie
- 2003 : Les Invasions barbares
- 2004 : Aviator
- 2004 : Le Jour d'après
- 2005 : Maurice Richard
- 2005 : D'Artagnan et les Trois Mousquetaires
- 2006 : Le Secret de ma mère
- 2006 : The Fountain
- 2006 : Histoire de famille
- 2008 : Maman est chez le coiffeur
- 2009 : 5150, rue des Ormes
- 2009 : The Trotsky
- 2010 : L'Enfant prodige
- 2010 : Trauma
- 2011 : Source Code
- 2012 : Laurence Anyways
- 2013 : Louis Cyr : L'Homme le plus fort du monde
- 2014 : Henri Henri
- 2015 : Chorus
- 2015 : Corbo
- 2015 : Ville-Marie
- 2015 : Les Êtres chers
- 2015 : La Passion d'Augustine
- 2016 : Nelly
- 2016 : Les Pays d'en haut
- 2017 : Pieds nus dans l'aube
- 2018 : La Bolduc

## Récompenses
- 2009 : Prix Jutra de la meilleure coiffure pour Maman est chez le coiffeur
- 2013 : Prix Jutra de la meilleure coiffure pour Laurence Anyways
- 2014 : Prix Jutra de la meilleure coiffure pour Louis Cyr : L'Homme le plus fort du monde
- 2014 : Prix Écrans canadiens pour Laurence Anyways
- 2016 : Trophée de la meilleure coiffure pour La Passion d'Augustine
- 2017 : Prix Iris de la meilleure coiffure pour Nelly
- 2019 : Prix Iris de la meilleure coiffure pour La Bolduc
- 2022: Prix de la meilleure coiffure au Gala Québécois Cinéma[1]